# Elliot Stroud
Elliot Stroud, né le 22 juin 2002 en Suède, est un footballeur suédois qui évolue au poste d'ailier gauche au Mjällby AIF.

## Biographie

### IK Oddevold
Né en Suède, Elliot Stroud est formé par le IK Oddevold, où il fait ses débuts dans les divisions inférieurs du championnat suédois..
Il joue son premier match en troisième division suédoise le 7 juillet 2019 face au Oskarshamns AIK. Il entre en jeu et les deux équipes se neutralisent (0-0 score final).
Lors de la saison 2021 il participe à la remontée du club en Ettan Södra, la troisième division suédoise, le club étant sacré champion.

### Mjällby AIF
En janvier 2023, Elliot Stroud rejoint le Mjällby AIF. Le transfert est annoncé dès le 8 décembre 2022.
Il découvre avec ce club l'Allsvenskan, la première division suédoise, jouant son premier match dans cette compétition 10 avril 2023, lors de la deuxième journée de la saison 2023 face à l'IFK Värnamo. Il entre en jeu à la place de Noah Persson et son équipe s'impose par un but à zéro ce jour-là.
Stroud inscrit son premier but pour le Mjällby AIF le 11 mai 2024, marquant ainsi également son premier but en première division, contre le Halmstads BK. Titulaire, il ouvre le score et participe à la victoire de son équipe par trois buts à un.